# Cha Seung-won
Dans ce nom coréen, le nom de famille, Cha, précède le nom personnel.
Cha Seung-won (coréen : 차승원) né le 7 juin 1970 à Séoul, est un acteur sud-coréen. Il commence sa carrière en tant que mannequin dans les années 1990.
L'acteur se fait connaître grâce aux films comiques à succès Kick the Moon (2001), Jail Breakers (2002), My Teacher, Mr. Kim (2003) et Ghost House (2004). Il poursuit ensuite sa carrière à la télévision dans les séries Bodyguard (2003), City Hall (2009), The Greatest Love (2011) et A Korean Odyssey (2017), qui lui apportent un franc succès auprès du public.

## Biographie
Il abandonne ses études à l'Université Sungkyunkwan pour commencer une carrière de mannequin en 1988. Il apparait par la suite dans la sitcom New York Story, qui lui ouvre les portes pour une éventuelle carrière au cinéma.
Il apparait dans son premier film intitulé Holiday In Seoul en 1997, qui ne lui permet pas de se faire connaitre en raison du petit budget du long-métrage. L'acteur attire cependant l’attention du public en 2000 en interprétant le rôle d'un pyromane dans le film Libera Me. En 2001, le succès fulgurant de la comédie Kick the Moon de Kim Sang-jin (plus de 4,3 millions de billets vendus) lui permet d'intégrer l'industrie du cinéma en tant que « star montante ».
En 2003, il opte pour un rôle plus sérieux. L'acteur interprète un instituteur corrompu transféré dans une école de campagne dans le film My Teacher, Mr Kim. Le film fait plus de 2,4 millions d'entrées et vaut à Cha Seung-won des critiques positives de la part du public. En 2004, il tourne à nouveau avec le réalisateur Kim Sang-jin dans une comédie à succès intitulée Ghost House, racontant l'histoire d'un homme qui achète une maison de rêve, mais qui est malheureusement hantée par une jeune femme.
En 2005, il joue dans le thriller d'épouvante Blood Rain,. Le succès commercial du film confirme la popularité de l'acteur auprès du public coréen. Il prouve sa capacité à interpréter différents types de rôles en jouant dans le film policier de Jang Jin Murder, Take One (également connu sous le nom de The Big Scene),,. La même année, dans une enquête auprès de producteurs de films, Cha Seung-won est classé parmi les dix célébrités coréennes les plus influentes.
En 2006, il joue dans son premier film dramatique intitulé Over the Border, racontant l'histoire d'un réfugié nord-coréen,,. En 2007, il joue de nouveau dans un film de Jang Jin, My Son, où il interprète le rôle d'un père emprisonné à perpétuité.
En 2008, il intègre le casting de deux thrillers policiers, Eye for an Eye et Secret,,,.
Cha Seung-won fait son retour à la télévision en 2009 dans la série The City Hall, écrite par la scénariste Kim Eun-sook,. En 2010, il joue dans deux longs-métrages, Blades of Blood et le film sur la guerre de Corée intitulé 71: Into the Fire,,, suivi par la série d'espionnage Athena: Goddess of War,,,.
En 2011, son personnage arrogant de Dokko Jin dans la série comique The Greatest Love devient un phénomène parodié régulièrement sur les réseaux sociaux, pour lequel il reçoit un prix pour récompenser son interprétation,,.
Il fait ses débuts au théâtre en 2012 dans la pièce Bring Me My Chariot Fire aux côtés des acteurs japonais Tsuyoshi Kusanagi, Ryōko Hirosue, Teruyuki Kagawa et de l'acteur coréen Kim Eung-soo. L'histoire se déroule au début des années 1900 et  l'intrigue se concentre sur l'amitié des artistes coréens et japonais, qui travaillent ensemble pour préserver les arts coréens traditionnels,,.
En 2014, l'acteur signe un contrat avec le label YG Entertainment,, puis intègre le casting de la série policière You're All Surrounded, aux côtés de Lee Seung-gi. La même année, il joue de nouveau dans un film de Jang Jin, dans la comédie noire Man on High Heels, où il interprète un détective transgenre,.
En 2015, Cha Seung-won apparait dans Three Meals a Day: Gochang Village, une émission de téléréalité se déroulant sur l'île isolée de Manjae dans laquelle il obtient le surnom de « Chajumma » (du mot coréen ajumma signifiant femme d'un certain âge) en raison de ses talents culinaires,. Il interprète par la suite le rôle du Prince Gwanghaegun dans le drama Splendid Politics, qui raconte les luttes de pouvoir pour le trône sous la dynastie Joseon,.
En 2017, il joue le rôle de Woo Hwi-chul dans la série A Korean Odyssey diffusée sur tvN, créée par les sœurs Hong.
En 2019, Cha Seung-won joue le rôle principal dans le film familial Cheer Up, Mr. Lee. La même année, il intègre le casting du film catastrophe Sinkhole.

## Vie privée
Il est marié à Lee Soo-jin. Tous deux sont les parents d'une fille prénommée Cha Ye-ni (née en 2003, baptisée Rachel).

## Filmographie

### Films
| Année | Titre                               | Rôle                                | Notes               |
| ----- | ----------------------------------- | ----------------------------------- | ------------------- |
| 1997  | Holiday in Seoul                    | Le petit ami du mannequin de jambes |                     |
| 1998  | If the Sun Rises in the West        | Ji-min                              |                     |
| 1999  | Ghost in Love                       | Na Han-su                           |                     |
| 1999  | Attack the Gas Station              |                                     | Apparition          |
| 1999  | Fin de Siecle                       | Sang-woo                            |                     |
| 2000  | Black Honeymoon                     | Kim Joon-ho                         |                     |
| 2000  | Libera Me                           | Yeo Hee-su                          |                     |
| 2001  | Kick the Moon                       | Choi Ki-woong                       |                     |
| 2002  | Break Out                           | Yang Cheol-gon                      |                     |
| 2002  | Jail Breakers                       | Choi Moo-seok                       |                     |
| 2003  | My Teacher, Mr. Kim                 | Kim Bong-doo                        |                     |
| 2004  | Ghost House                         | Park Pil-gi                         |                     |
| 2004  | Lovely Rivals                       | Kim Bong-doo                        | Apparition          |
| 2005  | Blood Rain                          | Lee Won-gyoo                        |                     |
| 2005  | Murder, Take One                    | Choi Yeon-gi                        |                     |
| 2006  | Over the Border (en)                | Kim Sun-ho                          |                     |
| 2007  | Small Town Rivals                   | Jo Choon-sam                        |                     |
| 2007  | My Son                              | Lee Kang-shik                       |                     |
| 2008  | Eye for an Eye                      | Ahn Hyun-min                        |                     |
| 2009  | Secret                              | Kim Seong-yeol                      |                     |
| 2010  | Blades of Blood                     | Lee Mong-hak                        |                     |
| 2010  | 71: Into the Fire                   | Park Moo-rang                       |                     |
| 2012  | The Suck Up Project: Mr. XXX-Kisser | Cha Seung-won                       | Apparition          |
| 2014  | Man on High Heels                   | Yoon Ji-wook                        |                     |
| 2015  | Les Minions                         | Narrateur                           | Doublage en coréen  |
| 2016  | The Map Against The World           | Kim Jeong-ho                        |                     |
| 2018  | Believer                            | Brian                               | Apparition spéciale |
| 2019  | Cheer Up, Mr. Lee                   | Chul-soo                            |                     |
| 2020  | Sinkhole                            |                                     |                     |
| 2020  | Night in Paradise                   |                                     |                     |

- 2024 : Soulèvement (전,란) de Kim Sang-man : le roi Seonjo
- prévu en 2025 : Aucun autre choix (어쩔수가없다) de Park Chan-wook : Go Si-jo

### Séries télévisées
| Année | Titre                                | Rôle               | Chaîne |
| ----- | ------------------------------------ | ------------------ | ------ |
| 1997  | New York Story                       |                    | SBS    |
| 1998  | Song of the Wind                     |                    | SBS    |
| 1998  | Woman vs. Woman                      |                    | MBC    |
| 1998  | Run Barefoot                         |                    | MBC    |
| 1998  | Shy Lovers                           | Im Sung-bom        | MBC    |
| 1998  | Angel's Kiss                         | Jang Tae-ju        | KBS2   |
| 1999  | Roses and Bean Sprouts               | Choi Gyu-dae       | MBC    |
| 1999  | Sunday Best "Someone Is Watching Me" |                    | KBS2   |
| 1999  | Woman on Top                         | Seung-il           | SBS    |
| 1999  | Love Story "Message"                 |                    | SBS    |
| 2003  | Bodyguard                            | Hong Kyung-tak     | KBS2   |
| 2009  | The City Hall                        | Jo Gook            | SBS    |
| 2010  | Athena: Goddess of War               | Son Hyuk           | SBS    |
| 2011  | The Greatest Love                    | Dokko Jin          | MBC    |
| 2014  | You're All Surrounded                | Seo Pan-seok       | SBS    |
| 2015  | Splendid Politics                    | Prince Gwanghaegun | MBC    |
| 2017  | A Korean Odyssey                     | Woo Hwi-chul       | tvN    |

### Émissions de télévision
| Année | Titre                                             | Rôle              | Chaîne |
| ----- | ------------------------------------------------- | ----------------- | ------ |
| 1998  | Lee Seung-yeon's Say Say Say                      | Co-animateur      | SBS    |
| 1998  | GO! Our Heaven                                    | Invité            | MBC    |
| 1998  | Kim Hye-soo Plus You                              | Co-animateur      | SBS    |
| 1998  | Music Camp                                        | Présentateur      | MBC    |
| 2006  | Cha Seung-won's Health Club (Sunday Sunday Night) | Membre du casting | MBC    |
| 2015  | Three Meals a Day                                 | Membre du casting | tvN    |
| 2015  | Three Meals a Day: Fishing Village 2              | Membre du casting | tvN    |
| 2016  | Three Meals a Day: Gochang Village                | Membre du casting | tvN    |
| 2019  | Korean Hostel in Spain                            | Membre du casting | tvN    |
| 2020  | Three Meals a Day: Fishing Village 5              | Membre du casting | tvN    |

### Apparition dans des clips-vidéos
| Année | Titre de la chanson         | Artiste       |
| ----- | --------------------------- | ------------- |
| 1998  | Even if the World Fools You | Kim Jang-hoon |
| 1998  | Poison                      | Uhm Jung-hwa  |
| 2000  | I am a Man                  | Kim Jang-hoon |
| 2001  | I Love You                  | Position      |
| 2002  | In My Heart                 | 4U            |
| 2003  | Project X                   | [ 50 ]        |
| 2008  | Rain Shower                 | Kim Jang-hoon |
| 2011  | Cry Cry                     | T-ara         |
| 2012  | Lovey Dovey                 | T-ara         |
| 2012  | I'm Sorry                   | Lena Park     |
| 2017  | Beautiful                   | Wanna One     |
| 2025  | earthquake                  | Jisoo         |

### Théâtre
- 2012 : Bring Me My Chariot of Fire : Lee Soon-woo